# Samisoni Viriviri
Samisoni Viriviri Nasagavesi (Nadi, 25 de abril de 1988) é um jogador de rugby fijiano, que joga na posição de fullback.

## Carreira

### Rio 2016
Fez parte do elenco da Seleção de Rugbi de Sevens de Fiji, nos Jogos Olímpicos Rio 2016, conquistando a medalha de ouro.